# Maemo
Maemo è una piattaforma di sviluppo per dispositivi mobili sviluppata da Nokia e distribuita alla Hildon Foundation. Essa è utilizzata dal Nokia 770 Internet Tablet, dal Nokia N800, dal Nokia N810 e dal Nokia N900.
L'ultima versione è la 5.0 del 1º novembre 2011.
Maemo è formato dalle seguenti componenti:
| Hildon          |      |       |
| Qt              | GTK+ | D-Bus |
| X Window System |      |       |
| Debian          |      |       |
| GNU/Linux       |      |       |

Lo sviluppo di applicativi in Maemo è effettuato appoggiandosi a Scratchbox.
Dopo l'acquisizione da parte di Nokia della Trolltech, Maemo viene sviluppato con le Qt, mentre lo sviluppo sotto GTK+ viene affidato alla comunità.